# Scandalo
 Scandalo es una película italiana de 1976, filmada en technicolor y dirigida por Salvatore Samperi sobre su propio guion escrito en colaboración con Ottavio Jemma según un argumento de Samperi, que se estrenó en España el 21 de noviembre de 1977. Pertenece a los géneros drama y erótico y tuvo como actores principales a Franco Nero, Lisa Gastoni, Raymond Pellegrin y Andréa Ferréol.
La película fue estrenada en Venezuela como Escándalo; en España, Miedo al escándalo de una mujer casada y en Estados Unidos, Submission.
Este largometraje (116 minutos) fue filmado en los estudios Incir De Paolis, y en locaciones de Roma y Lacio, ambas de Italia. 
La banda sonora de este filme fue compuesta por Riz Ortolani.

## Sinopsis
El filme, cuya acción transcurre en la Francia de 1940, ocupada por Alemania, es la historia de la dueña de una farmacia  que va cayendo progresivamente bajo el dominio de su empleado, que es una persona simple y perversa a la vez.

## Reparto
- Franco Nero	...	Armand
- Lisa Gastoni	...	Eliane Michoud
- Raymond Pellegrin	...	Profesor Henri Michoud
- Andréa Ferréol...	Juliette
- Claudia Marsani...	Justine Michoud
- Antonio Altoviti	...	Coronel
- Carla Calò...	Carmen
- Franco Patano...	Charles
- Laura Nicholson
- John Stacy

## Nominación
Por su actuación en este filme Lisa Gastoni fue nominada junto con Giovanna Ralli, por Colpita da improvviso benessere (1976) al premio a la mejor actriz protagonista por el Sindicato Nacional de Periodistas de Cine.

## Comentarios
La crítica del filme en el sitio Zibilia.com señala:

”…en un final antológico, llega a transformar a Nero en una especie de bestia expresionista mientras juega con lo que se ve y lo que no, durante las intermitencias luminosas de un ataque aéreo. Una obra maestra desconocida, que aparentemente nunca llegó a estrenarse en la Argentina a causa de la censura.

El crítico Gordiano Lupi dijo del filme:

” una de sus películas más morbosas e intrigantes, imbuida de un erotismo malsano, sondeando el alma humana para resaltar elementos de sadismo y masoquismo en la relación hombre - mujer ... .Samperi es muy bueno en apretar el acelerador del erotismo, algunas secuencias lo muestran como maestro del género: la mujer telefonea mientras el hombre acaricia sus pechos, masturbación bajo el mostrador, la felación forzada, el oxígeno soplado bajo la falda en presencia de su hija, la tortura sexual de varias clases, la caminata por la calle desnuda como una prostituta, la ropa rasgada con una hoja delgada ...”